# 韩里
韩里（1924年10月2日—），男，直隶（今河北）高阳人，中国小提琴家，中央音乐学院小提琴教授，曾任中国音乐家协会理事。